# MF Nieborów
MF Nieborów – prom pasażersko-samochodowy zbudowany w niemieckiej stoczni Nobiskrug w Rendsburgu.  
Wszedł do eksploatacji 12 listopada 1973 roku w pod nazwą Prinz Hamlet. W barwach armatora Prinzen-Linie obsługiwał trasę z Hamburga do Harwich. Po 14-tu latach został sprzedany do duńskiego armatora DFDS i od 11 maja 1987 pływał na trasie Esbjerg – Newcastle upon Tyne pod nazwą Prins Hamlet. W październiku 1988 przeszedł do Stena Line, by już w listopadzie zostać sprzedanym do Polskiej Żeglugi Bałtyckiej. W barwach polskiego armatora, obsługiwał trasty ze Świnoujścia do Ystad oraz Malmö a także z Gdańska do Nynäshamn. 14 stycznia 1993 roku brał udział w akcji ratunkowej po katastrofie promu Jan Heweliusz. W październiku 2002 roku został sprzedany i trafił do Adriatic Lines, gdzie obsługiwał trasę z Baru do Bari a w miesiącach letnich również z Baru do Ankony. W maju 2017 roku po 44 latach eksploatacji, został wycofany i zezłomowany w tureckiej miejscowości Aliağa.
Zabierał na pokład 225 samochodów osobowych oraz 1100 pasażerów, którzy mieli do dyspozycji 572 kabiny.